# Rogelio Buendía Abreu
Rogelio Buendía Abreu (Ayamonte, 1867-Huelva, 1941) fue un escritor, librero y periodista español.

## Biografía
Nació en la localidad onubense de Ayamonte el 27 de noviembre de 1867. Librero, poeta, literato y periodista, fue iniciador de la "Exposición del Libro Andaluz”, cuyo primer certamen se celebró en Huelva en 1921 con notorio éxito. Fue director propietario de los diarios El Noticiero de Huelva y Anunciador general.  Entre su producción literaria se encontraron las obras poéticas Cancionero de amor y Versos cortos y las novelas Luz y La Casa Grande, además de obras inéditas como Cuentos españoles y Muecas de la vida. Fue padre del también escritor Rogelio Buendía Manzano. Falleció el 16 de agosto de 1941 en Huelva.
Como novelista se distinguió, en opinión de Francisco Cuenca, «por la frescura del lenguaje y la naturalidad y sencillez con que presenta al lector las costumbres pueblerinas de Andalucía, discretamente observadas y hábilmente expuestas. Y, contrariamente a las tendencias materialistas de la época, sus novelas están inspiradas en una elevada moral cristiana que las hace dulces, apacibles, interesantes y de provechosa enseñanza. Tal La Casa Grande, donde sus personajes y especialmente el padre Ortega son ejemplares humanos vigorosamente trazados y de un relieve psicológico de honda trascendencia».